# Antônio Coutinho Gomes Pereira
Antônio Coutinho Gomes Pereira (Rio de Janeiro, 1865 — Rio de Janeiro, 1926) foi um vice-almirante brasileiro.
Antônio Coutinho Gomes Pereira nasceu aos 16 de setembro de 1865, nesta cidade de São Sebastião do Rio de Janeiro, sendo filho legítimo de Manuel Antônio Gomes Pereira e de D. Joaquina Gomes Pereira. Tendo perdido seu pai em tenra idade, não foram pequenas as dificuldades a vencer para atender à sua educação. Sua viva inteligência e aplicação ao estudo, desde cedo reveladas, permitiram que Antônio Coutinho, que iniciou seus estudos no Colégio Felipe Nery, já em 1876 obtivesse matrícula no Colégio Naval, em sede anterior ao instalado em Angra dos Reis em 1951, cujo curso concluiu em dois anos, por ter feito em um só os dois primeiros. Assim, a 14 de março de 1878, foi matriculado no primeiro ano da Escola Naval.
Em novembro de 1881, com 16 anos de idade, fato muito raro nos anais da Escola Naval, concluiu o curso, recebendo o galão de guarda-marinha, após brilhantes estudos, em igualdade de pontos na classificação final com o n. 1 de sua turma; este foi um dos mais distintos oficiais de nossa Marinha e só se lhe avantajou por ser mais idoso.
Fez sua viagem de instrução na corveta Vital de Oliveira, dos quais o jovem e vivo guarda-marinha colheu os melhores frutos em proveito de sua instrução profissional. Foi promovido a segundo tenente em 1883 e a primeiro tenente em 1890, tendo nesse lapso de tempo embarcado em diversos navios e efetuado várias viagens, distinguido sempre pelos seus diferentes comandantes, que foram geralmente os de melhor nomeada na época, com elogios e provas de consideração e confiança, pela lealdade, dedicação ao serviço e competência com que desempenhava as missões que lhe eram confiadas. Em 1891, casou-se com a Exma. Sra. D. Carolina de Jesus Carneiro, sendo que desse consórcio houve três filhas e um filho, o Dr. Hélio Gomes Pereira, conceituado Advogado no foro desta capital.
A 9 de agosto de 1894, foi promovido a capitão-tenente, o equivalente a capitão de corveta em 1948 (data da publicação da fonte desta pesquisa), primeiro posto de oficial superior, a que atingiu ainda bem jovem, mas contando já brilhante folha de serviços, tanto na paz como na guerra, o que lhe valeu desde logo serem-lhe abertas as portas para o Comando. Seu primeiro comando no mar foi o brigue Recife, em viagem da cidade desse nome para o porto do Rio de Janeiro. Seguiu-se o do cruzador-torpedeiro Tamoio, construído na Alemanha, que ele trouxe para o Brasil, e em cujo comando permaneceu por alguns anos, empreendendo várias viagens, sendo a comissão de maior relevo comboiar o couraçado Riachuelo, capitânia da Divisão Branca, quando conduzia a seu bordo o Presidente da República, Exmo. Sr. Dr. Manuel Ferraz de Campos Sales, em 1900, a Buenos Aires, em retribuição na visita feita ao Brasil pelo Exmo. Sr. General Júlio Roca, Presidente da República Argentina.
Poucos dias antes do início dessa viagem, fora o comandante Gomes Pereira ferido em seu coração, com a perda de sua estremecida esposa que deixou quatro filhos pequenos. Seu ânimo, no entretanto, não se deixou abater; homem de rija têmpera, permaneceu em seu posto, seguindo em uma missão de representação. O cumprimento do dever estava acima de tudo! Sua atuação no comando do Tamoio foi de tal modo eficiente que as autoridades não hesitaram em confiar-lhe o comando do encouraçado Deodoro, navio de categoria muito superior à da sua patente e em cujo cargo confirmou plenamente suas qualidades de oficial valoroso, enérgico, disciplinado e disciplinador.
Em 28 de dezembro de 1904, foi promovido, por merecimento, ao posto de capitão de fragata, exercendo então as funções de chefe do gabinete do Exmo. Sr. Ministro da Marinha, o ilustre almirante Júlio César de Noronha, comissão que já vinha desempenhando desde 15 de novembro de 1902, com o costumeiro brilho, auxiliando eficientemente o titular da pasta, a quem a Marinha ficou devedora de inestimáveis serviços. Nomeado para comandar um dos encouraçados do bem elaborado e eficiente Programa Noronha, em cujo estudo e delineamento tinha tomado parte não pequena, seguiu para a Inglaterra em 6 de novembro de 1906. A 17 do mesmo mês e ano, com o advento da nova administração naval, chefiada pelo almirante Alexandrino de Alencar, foi exonerado dessa comissão. A 29 de dezembro, foi nomeado para comandar o navio-escola Benjamim Constant. Fez duas viagens nesse navio, em 1907, uma ao sul e outra ao norte do país, ambas de instrução, com todo o proveito para os instruendos. Sua boa estreia reservava-lhe, porém, missão de maior brilho e mérito, no comando da Bela Fragata, circunavegando o globo, viagem esta que era a terceira que a Marinha Brasileira efetuava, tendo sido a primeira a da corveta Vital de Oliveira, sob o comando do então capitão de fragata Júlio César de Noronha, e a segunda, a do antigo cruzador Almirante Barroso, sob o comando do então capitão de mar e guerra Custódio José de Melo, ambas ainda no tempo do Império.
Tendo sido projetada para o ano de 1908 uma viagem de instrução para guardas-marinha pelo Pacífico, estendendo-se até à Califórnia, foi para tal votado crédito superior às probabilidades das despesas e assinalado prazo demasiado longo para realização da comissão. O comandante Gomes Pereira, de posse de tais dados e após criterioso estudo, concluiu que, dentro daquele prazo e com ligeiro aumento na verba votada, poderia efetuar uma viagem de circunavegação, havendo até probabilidade de saldo. Apresentou demonstração escrita das conclusões a que chegara e que ficaram cabalmente confirmadas no final da viagem. Felizmente, o bom senso, apoiado na evidência dos cálculos, predominou e assim pôde-se registrar mais um fato de alta valia nos anais de nossa Marinha.  
Promovido a capitão de mar-e-guerra em 5 de janeiro de 1911, coube-lhe o comando do encouraçado Minas-Gerais. Deixando este, foi nomeado Subchefe do. Estado-Maior da Armada em 30 de novembro de 1911. A 14 de setembro de 1912, foi nomeado comandante da Defesa Móvel do Pôrto do Rio de Janeiro, içando seu pavilhão no cruzador Baía, tendo sido este o seu primeiro comando de Força Naval. Promovido a contra-almirante em 4 de dezembro de 1912, foi dos mais moços oficiais generais da Armada, pois contava então quarenta e sete anos de idade. A 27 de março de 1913, foi nomeado Inspetor do Arsenal de Marinha do Rio de Janeiro; em 10 de janeiro de 1914, Superintendente de Navegação. 
A 2 de abril, foi nomeado Diretor da Escola Naval de Guerra, hoje Escola de Guerra Naval, recém-criada, cargo este que tornou a exercer em 1916. Em 3 de junho de 1915, foi nomeado Comandante da Divisão de Encouraçados, içando seu pavilhão no E. Minas Gerais.  Como Delegado Naval, fez parte da Embaixada Especial que representou o Brasil na comemoração do primeiro centenário da independência da República Argentina. 
Em 6 de setembro de 1918, foi promovido a vice-almirante. A 15 de novembro do mesmo ano, por convite especial do novo Presidente da República, Exmo. Sr. Conselheiro Rodrigues Alves, foi nomeado e empossado no cargo de Ministro.
Foi ministro da Marinha do Brasil, de 15 de novembro de 1918 a 26 de julho de 1919.